# .mr
.mr는 모리타니의 인터넷 국가 코드 최상위 도메인이다. .mr 도메인 이름으로 등록하려면 지역 연락이 요구된다. 등록은 2차 도메인에서 직접 가능하지만, .gov.mnr 2차 도메인이 3차 도메인으로 발견되는 정부 사이트를 위해 존재한다.

## 구조
- gov.mr: 정부 기관
- org.mr: 비영리 및 비정부 조직
- edu.mr: 공립 또는 사립 교육 기관
- perso.mr: 개인